# HMS Whaddon (L45)
HMS Whaddon (L45) là một tàu khu trục hộ tống lớp Hunt Kiểu I của Hải quân Hoàng gia Anh Quốc được hạ thủy năm 1940 và đưa ra phục vụ năm 1941. Nó đã hoạt động cho đến hết Chiến tranh Thế giới thứ hai, cho đến khi xuất biên chế năm 1945 và bị bán để tháo dỡ năm 1959.

## Thiết kế và chế tạo
Whaddon được đặt hàng cho hãng Alexander Stephen & Sons tại Linthouse, Govan trong Chương trình Chế tạo 1939 và được đặt lườn vào ngày 27 tháng 7 năm 1939. Nó được hạ thủy vào ngày 16 tháng 7 năm 1940 và nhập biên chế vào ngày 28 tháng 2 năm 1941. Con tàu được cộng đồng dân cư Newport Pagnell tại Buckinghamshire đỡ đầu trong khuôn khổ cuộc vận động gây quỹ Tuần lễ Tàu chiến năm 1942.

## Lịch sử hoạt động
Trong những năm 1941-1942, Whaddon phục vụ tại Bắc Hải trong vai trò hộ tống các đoàn tàu vận tải. Nó được điều sang khu vực Địa Trung Hải vào tháng 3 năm 1943, làm nhiệm vụ tuần tra và hộ tống, và đã hỗ trợ cho các cuộc đổ bộ của lực lượng Đồng Minh trong các Chiến dịch Husky lên Sicily và Chiến dịch Avalanche lên Salerno.
Sau chiến tranh, Whaddon khởi hành từ Gibraltar vào ngày 29 tháng 9 năm 1945 để đi Devonport, nơi nó được đưa về thành phần dự bị. Con tàu bị tháo dỡ tại Faslane vào tháng 4 năm 1959.